# Раду Лефтер
Раду Лефтер (рум. Radu Lefter; нар. 31 березня 2001, Кобиля, Шолданештський район) — молдовський борець вільного стилю, багаторазовий призер чемпіонатів світу та Європи в молодших вікових групах, учасник Олімпійських ігор.

## Життєпис
2024 року Раду Лефтер уперше став чемпіоном Європи з вільної боротьби серед спортсменів до 23 років. Таким чином, він уперше приніс Молдові континентальний титул у цій віковій категорії.
Хоча спочатку йому не вдалося отримати квоту для участі в Олімпійських іграх у Парижі, у результаті спортсмен отримав кваліфікаційну путівку на Олімпіаду після виключення борців із нейтральним статусом. Міжнародна федерація боротьби надала Раду Лефтеру квоту на участь завдяки його позиції у світовому рейтингу.
На Олімпіаді Лефтер у першому ж поєдинку поступився польському борцеві Збігнєву Барановському з рахунком 2:8 і вибув з подальших змагань.

## Спортивні результати на міжнародних змаганнях

### Виступи на Олімпіадах
| Змагання                    | Збірна  | Вагова категорія          | Місце |
| --------------------------- | ------- | ------------------------- | ----- |
| Літні Олімпійські ігри 2024 | Молдова | вільна боротьба, до 97 кг | 13    |

### Виступи на Чемпіонатах світу
| Змагання                        | Збірна  | Вагова категорія          | Місце |
| ------------------------------- | ------- | ------------------------- | ----- |
| Чемпіонат світу з боротьби 2021 | Молдова | вільна боротьба, до 97 кг | 8     |
| Чемпіонат світу з боротьби 2023 | Молдова | вільна боротьба, до 97 кг | 17    |

### Виступи на Чемпіонатах Європи
| Змагання                         | Збірна  | Вагова категорія          | Місце |
| -------------------------------- | ------- | ------------------------- | ----- |
| Чемпіонат Європи з боротьби 2021 | Молдова | вільна боротьба, до 97 кг | 8     |
| Чемпіонат Європи з боротьби 2022 | Молдова | вільна боротьба, до 97 кг | 10    |
| Чемпіонат Європи з боротьби 2023 | Молдова | вільна боротьба, до 97 кг | 15    |
| Чемпіонат Європи з боротьби 2024 | Молдова | вільна боротьба, до 97 кг | 10    |

### Виступи на інших змаганнях
| Змагання                                                       | Збірна  | Вагова категорія           | Місце  |
| -------------------------------------------------------------- | ------- | -------------------------- | ------ |
| Київський Міжнародний турнір з боротьби 2019                   | Молдова | вільна боротьба, до 97 кг  | 14     |
| Меморіал Вацлава Циолковського 2020                            | Молдова | вільна боротьба, до 97 кг  | Бронза |
| Гран-прі Франції Анрі Деглана 2021                             | Молдова | вільна боротьба, до 97 кг  | 5      |
| Київський Міжнародний турнір з боротьби 2021                   | Молдова | вільна боротьба, до 97 кг  | 5      |
| Олімпійський кваліфікаційний турнір з боротьби 2020 (Будапешт) | Молдова | вільна боротьба, до 97 кг  | 13     |
| Турнір Дана Колова — Николи Петрова 2022                       | Молдова | вільна боротьба, до 97 кг  | Бронза |
| Меморіал Маттео Пелліконе 2022                                 | Молдова | вільна боротьба, до 97 кг  | 13     |
| Гран-прі Іспанії з боротьби 2022                               | Молдова | вільна боротьба, до 97 кг  | 5      |
| Меморіал Іона Корнеану і Ладислава Сімона 2022                 | Молдова | вільна боротьба, до 97 кг  | 9      |
| Турнір Ібрагіма Мустафи 2023                                   | Молдова | вільна боротьба, до 97 кг  | 13     |
| Турнір Мухамета Мало 2023                                      | Молдова | вільна боротьба, до 97 кг  | Золото |
| Турнір Степана Саргісяна 2023                                  | Молдова | вільна боротьба, до 97 кг  | Бронза |
| Меморіал Іона Корнеану і Ладислава Сімона 2023                 | Молдова | вільна боротьба, до 125 кг | Золото |
| Турнір Дана Колова — Николи Петрова 2024                       | Молдова | вільна боротьба, до 97 кг  | Бронза |
| Олімпійський кваліфікаційний турнір з боротьби 2024 (Баку)     | Молдова | вільна боротьба, до 97 кг  | 5      |
| Олімпійський кваліфікаційний турнір з боротьби 2024 (Стамбул)  | Молдова | вільна боротьба, до 97 кг  | 5      |

### Виступи на змаганнях молодших вікових груп
| Змагання                                       | Збірна  | Вагова категорія           | Місце  |
| ---------------------------------------------- | ------- | -------------------------- | ------ |
| Чемпіонат Європи з боротьби серед кадетів 2017 | Молдова | вільна боротьба, до 100 кг | Бронза |
| Чемпіонат світу з боротьби серед кадетів 2017  | Молдова | вільна боротьба, до 100 кг | 5      |
| Чемпіонат Європи з боротьби серед кадетів 2018 | Молдова | вільна боротьба, до 110 кг | 10     |
| Чемпіонат світу з боротьби серед кадетів 2018  | Молдова | вільна боротьба, до 110 кг | 16     |
| Чемпіонат Європи з боротьби серед юніорів 2019 | Молдова | вільна боротьба, до 97 кг  | Срібло |
| Чемпіонат світу з боротьби серед юніорів 2019  | Молдова | вільна боротьба, до 97 кг  | 8      |
| Чемпіонат світу з боротьби серед юніорів 2021  | Молдова | вільна боротьба, до 97 кг  | 5      |
| Чемпіонат Європи з боротьби серед молоді 2021  | Молдова | вільна боротьба, до 97 кг  | Срібло |
| Чемпіонат світу з боротьби серед молоді 2021   | Молдова | вільна боротьба, до 97 кг  | Срібло |
| Чемпіонат Європи з боротьби серед молоді 2022  | Молдова | вільна боротьба, до 97 кг  | Бронза |
| Чемпіонат світу з боротьби серед молоді 2022   | Молдова | вільна боротьба, до 97 кг  | 10     |
| Чемпіонат Європи з боротьби серед молоді 2023  | Молдова | вільна боротьба, до 97 кг  | Бронза |
| Чемпіонат світу з боротьби серед молоді 2023   | Молдова | вільна боротьба, до 97 кг  | Срібло |
| Чемпіонат Європи з боротьби серед молоді 2024  | Молдова | вільна боротьба, до 97 кг  | Золото |